# Claire Cantais
Claire Cantais, née en 1972, est une autrice et illustratrice française.

## Biographie
Elle a fait ses études aux Beaux-Arts de Paris. Elle a ensuite été « photographe plasticienne », puis, selon ses termes : « j’ai eu envie d’écrire des livres pour mes enfants ». Elle publie son premier ouvrage en 2005, en tant qu'autrice et illustratrice : Petit Lion.
En 2024 paraît l'album jeunesse qu'elle écrit et illustre Ton cœur bat au rythme de la Terre. Pour Télérama : « Guidée par une curieuse elfe bleue à la chevelure flamboyante, une jeune fille quitte le désœuvrement d’un trajet en TGV pour une merveilleuse escapade au grand air.  [...] Les couleurs vives et mates s’opposent ou se superposent, l’obscurité éblouit comme le soleil. Un mélange de contemplation et d’agitation crépite dans cet album singulier ».

## Œuvre

### Autrice-illustratrice
- Petit Lion, L'Atelier du poisson soluble, 2005
- Victoire s’entête, L'Atelier du poisson soluble/éditions du musée du Louvre, 2006
- Raoul la terreur, L'Atelier du poisson soluble, 2008
- Parfaiteville, L'Atelier du poisson soluble, 2008
- Je ne m’appelle pas Bernard, L'Atelier du poisson soluble, 2010
- Rosalie aime le rose (mais pas seulement), L'Atelier du poisson soluble, 2012
- Votez Victorine, L'Atelier du poisson soluble, 2014
- Mon super cahier d’activités antisexiste, La Ville Brûle, 2015
- Big bang pop !, l'Atelier du poisson soluble, 2018
- Ton cœur bat au rythme de la terre[4], Éditions courtes et longues, 2024

### Illustratrice
- Chimères, textes de Michèle Sigal, Éditions de l’Œil, 2005
- Comme chien et chat, textes d'Ehnri Meunier, L'Édune, 2010
- On n’est pas des poupées[5], textes de Delphine Beauvois, Éditions La ville brûle, 2013
- Les bruits chez qui j’habite[6], textes de Séverine Vidal, éd. L'Edune, 2014
- On n’est pas des super héros, textes de Delphine Beauvois, Éditions La ville brûle, 2014
- On n’est pas si différents, textes de Sandra Kollender, La Ville brûle, 2015
- Ni poupées ni super héros, textes de Delphine Beauvois, recueil, Éditions La ville brûle, 2015
- On n'est pas des moutons, textes de Yann Fastier, La Ville Brûle, 2016
- Aux Antipodes, d'Alain Schneider — livre-CD, les éditions des Braques, 2016
- On n'est pas au centre du monde, textes de Jean-Loïc Le Quellec, La Ville Brûle, 2018

### Autrice
- Avec de l’ail et du beurre, Syros, 2012 — roman jeunesse
- Jours sauvages, Syros, 2020
- Cafard académie, texte de Claire Cantais, illustrations de Martina Motzo, Éditions Sarbacane, 2022
- Les vies d'Avril, Syros, 2023

## Expositions
- « Coupé/Collé »
- « Vas-y Rosalie ! »
- « Cool Raoul » (2011)

## Affiches
- 2018 : Deux affiches pour le 14e Salon du livre jeunesse en Erdre et Gesvres[2], sur le thème : « Résistances – Je peux dire Oui, mais je sais dire Non ! » ; avril 2018